# Taiarapu-Est
Taiarapu-Est est une commune de la Polynésie française dans l'île de Tahiti. Elle est située à Tahiti Iti (la presqu'île), dont elle occupe la moitié septentrionale, mais s'étend aussi sur l'est de Tahiti Nui. Elle comprend les communes associées de Afaahiti-Taravao, Faaone, Pueu, Tautira (avec l'île rattachée de Mehetia).

## Géographie

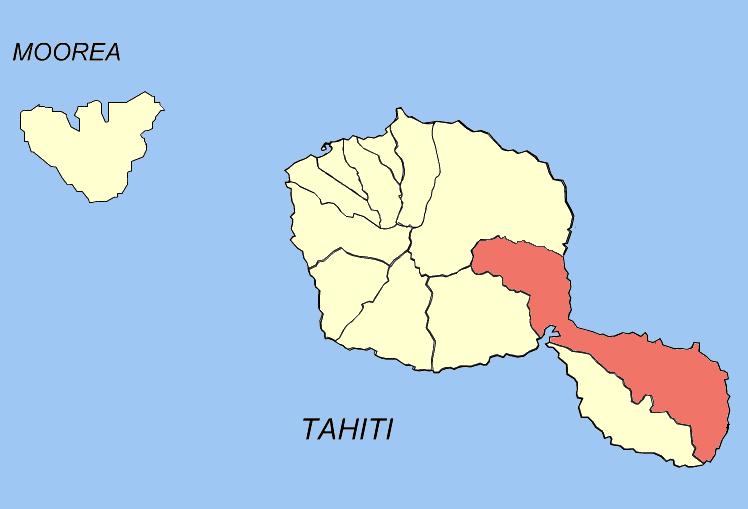
Localisation de la commune de Taiarapu-Est (en rouge)

## Toponymie
Les appellations et les limites des anciens districts étaient soigneusement observées par les Anciens. Elles ont évolué et même éclaté en devenant des communes. Lors des travaux préparatoires à la communalisation, en 1972, plusieurs propositions avaient été faites pour dénommer les communes de la Presqu'île. 
Les autorités de l'État avaient tout d'abord pensé ne faire qu'une seule commune de Taiarapu. Il est apparu assez vite des divergences entre représentants des 2 côtes de la Presqu'île, d'où la deuxième proposition découpant la Presqu'île en trois [réf. nécessaire] :
- Tautira - Pueu
- Afaahiti - Toahotu
- Vairao - Teahupo'o.

Finalement, après discussion, la solution retenue fut le découpage en deux[réf. nécessaire] :
- Taiarapu-Ouest (Teahupo'o, Vairao et Toahotu) et
- Taiarapu Est (Faaone, Afaahiti, Pueu, Tautira). À cette dernière a été rajouté Faaone.

Traditionnellement, on parle du "Na Teva e Va'u", le Clan des 8 Teva, composé de 4 "Teva côté montagne" et de 4 "Teva côté mer", c'est-à-dire la Presqu'île.[réf. nécessaire]
"E ha i uta", les "Teva i Uta" :
- Papara
- Atimaono
- Mataiea
- Papeari

"E ha i tai", les "Teva i Tai" :
- Afaahiti
- Tautira
- Teahupo'o
- Vairao-Toahotu.

Pueu était quant à lui un district indépendant et, en tant que tel, arbitrait l'équilibre guerrier du Sud : le basculement de Pueu en faveur d'une des parties réglait la victoire.[réf. nécessaire]
Quant à Faaone, située dans Tahiti Nui, la grande île, elle était auparavant traditionnellement rattachée au district de Hitiaa.[réf. nécessaire]

## Politique et administration

### Liste des maires
| Période    | Période                         | Identité               | Étiquette                                  | Qualité                                                                                   |
| ---------- | ------------------------------- | ---------------------- | ------------------------------------------ | ----------------------------------------------------------------------------------------- |
| 1972       | 2001                            | Tutaha Frédéric Salmon | Tahoeraa huiraatira                        | Chef d'entreprise Député de la 2e circonscription de la Polynésie française (1982 → 1986) |
| 2001       | 2008                            | Sylve Perry            | Tahoeraa huiraatira                        | Membre de l'Assemblée de la Polynésie française (2001 → 2004)                             |
| 2008       | avril 2014                      | Béatrix Lucas          | Tahoeraa huiraatira puis Tapura huiraatira |                                                                                           |
| avril 2014 | En cours (au 18 septembre 2020) | Anthony Jamet          | A Ti'a Porinetia puis Tapura huiraatira    |                                                                                           |

## Démographie
L'évolution du nombre d'habitants est connue à travers les recensements de la population effectués dans la commune depuis 1971. À partir de 2006, les populations légales des communes sont publiées annuellement par l'Insee, mais la loi relative à la démocratie de proximité du 27 février 2002 a, dans ses articles consacrés au recensement de la population, instauré des recensements de la population tous les cinq ans en Nouvelle-Calédonie, en Polynésie française, à Mayotte et dans les îles Wallis-et-Futuna, ce qui n’était pas le cas auparavant. Pour la commune, le premier recensement exhaustif entrant dans le cadre du nouveau dispositif a été réalisé en 2002, les précédents recensements ont eu lieu en 1996, 1988, 1983, 1977 et 1971.
En 2017, la commune comptait 12 701 habitants, en augmentation de 3,66 % par rapport à 2012
| 1971  | 1977  | 1983  | 1988  | 1996  | 2002   | 2007   | 2012   | 2017   |
| ----- | ----- | ----- | ----- | ----- | ------ | ------ | ------ | ------ |
| 3 782 | 4 361 | 5 317 | 6 602 | 8 815 | 10 427 | 11 549 | 12 253 | 12 701 |

| 2022   | - | - | - | - | - | - | - | - |
| ------ | - | - | - | - | - | - | - | - |
| 13 602 | - | - | - | - | - | - | - | - |

### Classement des communes
Il s'agit ici du classement des communes par rapport à leur population par année de recensement.
| Rang au 26 décembre 2007 | Sections de commune et communes associée | Commune      | 29 avril 1977 | 15 octobre 1983 | 6 septembre 1988 | 3 septembre 1996 | 7 novembre 2002 | 26 décembre 2007 (ISPF) | 22 août 2012 (ISPF) | 17 août 2017 (ISPF) |
| ------------------------ | ---------------------------------------- | ------------ | ------------- | --------------- | ---------------- | ---------------- | --------------- | ----------------------- | ------------------- | ------------------- |
| 01                       | Afaahiti-Taravao                         | Taiarapu-Est | 1 460         | 1 876           | 2 378            | 3 315            | 4 487           | 5 321                   | 5 815               | 6 163               |
| 02                       | Tautira                                  | Taiarapu-Est | 0 1 163       | 0 1 411         | 0 1 763          | 0 2 447          | 0 2 343         | 0 2 338                 | 0 2 418             | 0 2 449             |
| 03                       | Pueu                                     | Taiarapu-Est | 0 1 057       | 0 1 202         | 0 1 428          | 0 1 724          | 0 1 886         | 0 2 037                 | 0 2 024             | 0 2 084             |
| 04                       | Faaone                                   | Taiarapu-Est | 0 681         | 0 828           | 0 1 033          | 0 1 329          | 0 1 599         | 0 1 853                 | 0 1 996             | 0 2 005             |

La commune de Afaahiti-Taravao est en tête du classement de la population. Elle n'a cessé d'augmenter chaque année en raison des activités économiques et commerciales qui y sont toutes regroupées. Toutes les autres communes de Taiarapu-Est suivent cette hausse à l'exception de la commune associée de Tautira, où sa population est en baisse et est passée de 2 447 hab. en 1996 à 2 338 hab. en 2007. Une baisse qui s'explique certainement en raison de la distance qui la sépare des grands pôles économiques.

## Enseignement

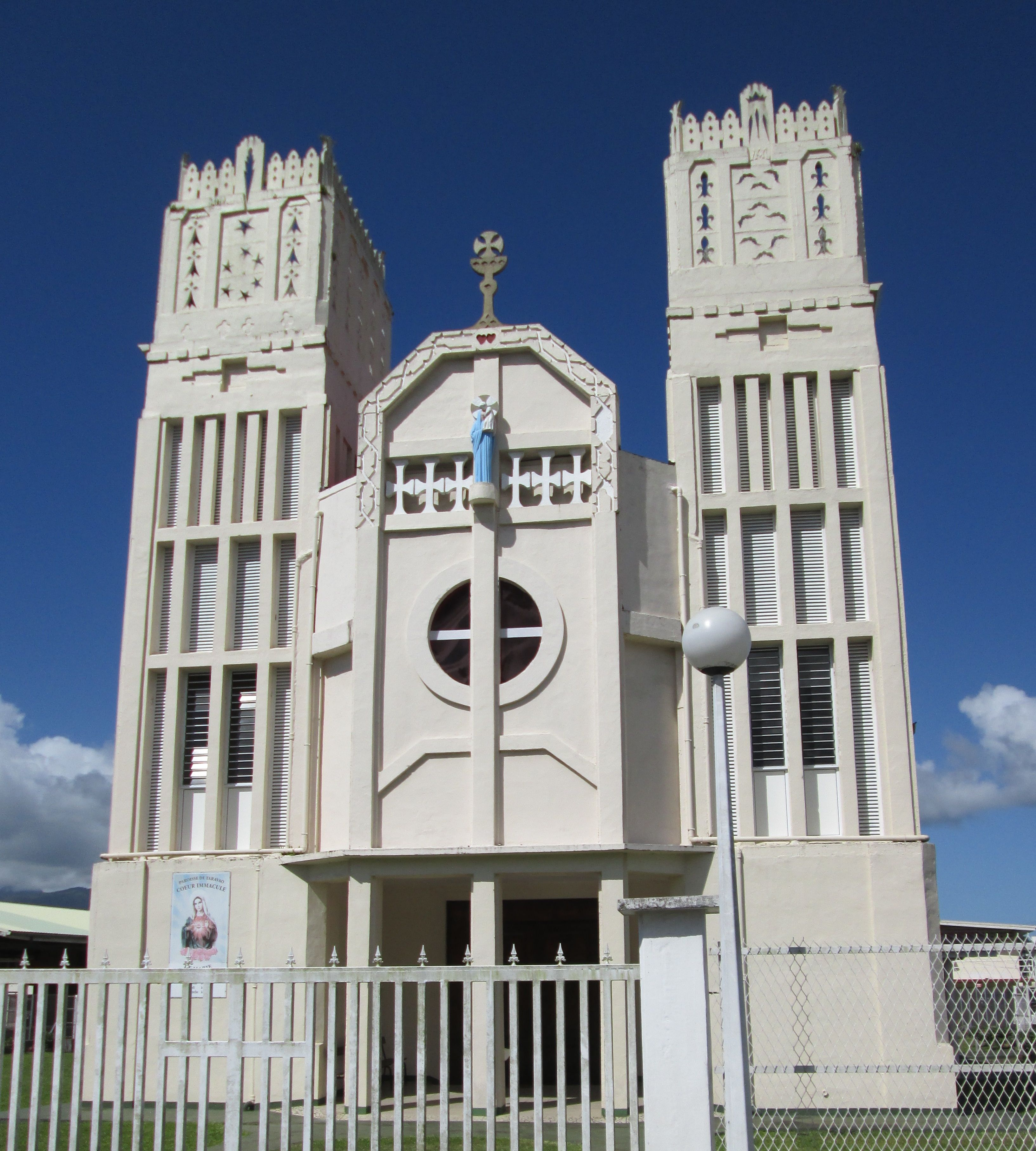
Église du Saint-Cœur-de-Marie de Taravao

## Lieux et monuments
- Église du Saint-Cœur-de-Marie de Taravao.
- Église Notre-Dame-de-la-Paix de Tautira.
- Temple protestant de Pueu.
- Temple de l'église protestante ma'ohi de Tautira.
- Temple de l'église protestante ma'ohi d'Afaahiti-Taravao.